# ورزشگاه کینگ‌پاور
ورزشگاه کینگ‌پاور (به انگلیسی: King Power Stadium) ورزشگاه اختصاصی باشگاه لستر سیتی است که در شهر لستر، انگلستان قرار دارد.
این ورزشگاه از سال ۲۰۰۲ زمین خانگی باشگاه لستر سیتی بوده و ظرفیت آن ۳۲٬۲۶۲ نفر است.
ورزشگاه کینگ‌پاور نوزدهمین ورزشگاه بزرگ در انگلستان است.